# Kati Wilhelm
Katarina ("Kati") Wilhelm, nemška biatlonka, * 2. avgust 1976, Schmalkalden, Turingija, Nemčija.